# Polikróm (folyóirat)
A Polikróm kulturális-művészeti folyóirat, amely 2013 óta évente két alkalommal jelenik meg online formában. 

## A szerkesztőség
A lap alapító-főszerkesztője Egri László, szerkesztők: Gyarmati Zsolt, Szilágyi Gábor. A kiadó székhelye Hajdúszoboszló.

## A lapról
Az időszaki kiadvány minden évben egy nyári (június) és egy téli (december) lapszámból áll. A folyóiratban interjúk, kritikák, versek, novellák, műfordítások, tanulmányok és különféle alkotói technikákkal megvalósított grafikai munkák szerepelnek. Az alkotások mellett pályázatok, művészeti felhívások közzétételére is teret biztosít a lap.  